# Hitachi HD64180

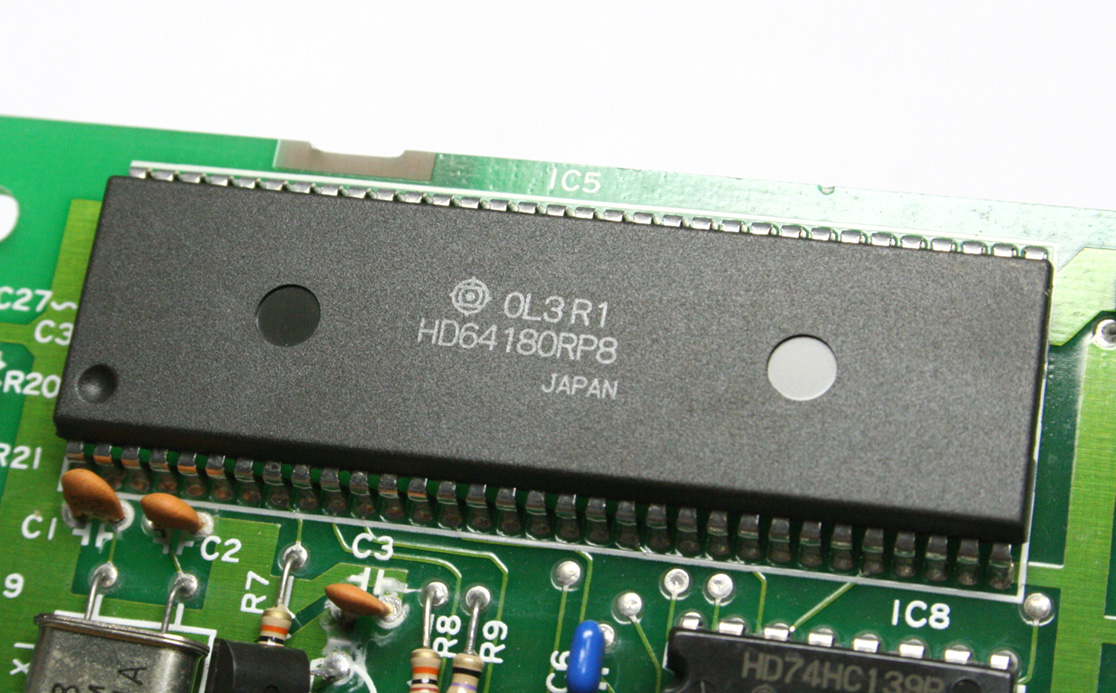
HD64180 SDIP tokozásban

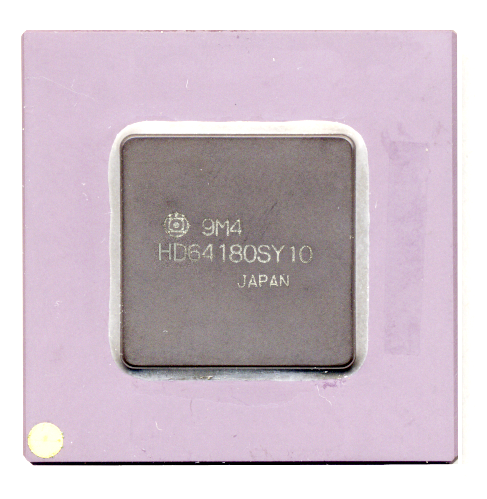
Hitachi HD64180 PGA tokozásban

A Hitachi cég által kifejlesztett HD64180 egy Z80-alapú beágyazott mikroprocesszor, beépített DMA- és memóriavezérlő (MMU) egységekkel és egyéb bővítményekkel. A Hitachi HD64180 "Super Z80" processzor licencét a Hitachi később eladta a Zilog-nak, ahol az eredeti licencelt processzormag a Z64180 nevet kapta, majd ebből fejlesztették ki, bizonyos bővítések hozzáadásával, a Zilog Z180 processzort.

## Jellemzői
- A processzoroknak 4, 6, 8 és 10 MHz-es órajelű változatai készültek
- Memóriavezérlő egység (MMU): 512 KiB memóriát és 64 KiB I/O címterületet kezel
- 12 hozzáadott új utasítása van (a Z80-hoz képest)
- Kétcsatornás DMA vezérlő (DMAC)
- Programozható várakozási állapot-generátor
- Programozható DRAM frissítő áramkör
- Kétcsatornás aszinkron soros kommunikációs interfész (Asynchronous Serial Communication Interface, ASCI)
- Kétcsatornás 16 bites programozható időzítő (Programmable Reload Timer, PRT)
- Egycsatornás órajelvezérelt soros I/O port (CSI/O)
- Programozható vektoros megszakításvezérlő

A Micromint SB180 és SemiDisk Systems DT42 CP/M rendszerű számítógépek alapulnak Hitachi HD64180 processzoron.
A processzort használták személyi számítógépekben is, pl. Victor HC-90, HC-95. Az 1986-os Victor HC-95 MSX2 számítógépben két processzor volt beépítve, egy Z80 és egy HD64180, ezek között indításkor lehetett választani.
További alkalmazásai voltak Fujitsu, Kawai és NTT gyártmányú fogyasztói elektronikai eszközökben beágyazott vezérlőként.

## Fordítás
- Ez a szócikk részben vagy egészben  a   HD64180 című angol Wikipédia-szócikk ezen változatának fordításán alapul.  Az eredeti cikk szerkesztőit annak laptörténete sorolja fel. Ez a jelzés csupán a megfogalmazás eredetét és a szerzői jogokat jelzi, nem szolgál a cikkben szereplő információk forrásmegjelöléseként.